# Ostap Drozdow
Ostap Petrowycz Drozdow (ukr. Остап Петрович Дроздов, ur. 24 stycznia 1979 w Mikołajowie lub we Lwowie) – ukraiński dziennikarz, moderator talk-show politycznych, pisarz.
Ukończył dziennikarstwo na Uniwersytecie imienia Iwana Franki we Lwowie. Pisał do prasy. Od 2007 pracował w niezależnym holdingu medialnym ZIK, na którego kanale telewizyjnym prowadził własny program „Drozdow”. Jest autorem dwóch powieści:
- № 1. Роман-вибух (Nr 1. Powieść-eksplozja).
- № 2 (Nr 2).